# Musculus (belegeringswerktuig)

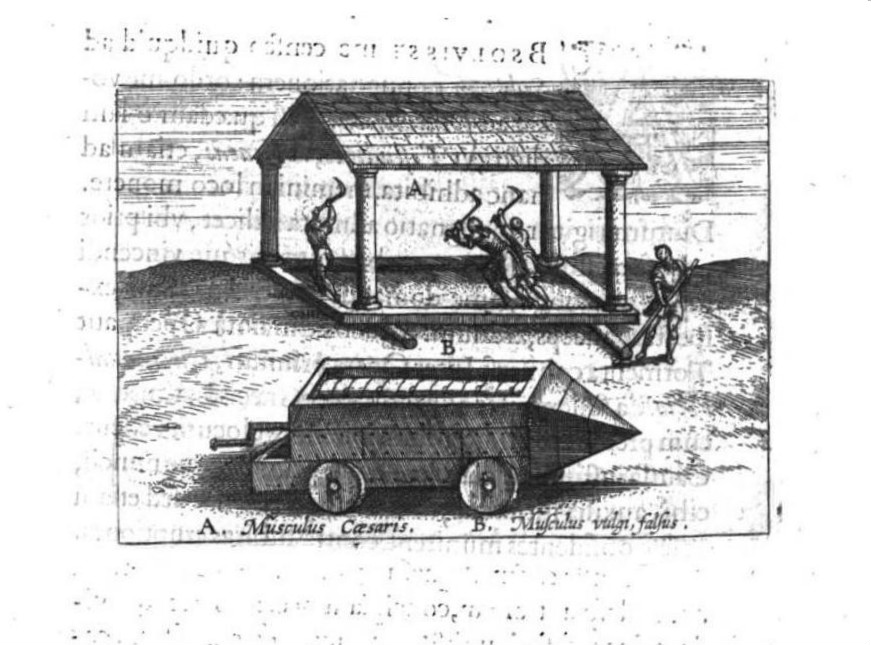
Musculus op rollers (boven).

Een musculus was een Romeins belegeringswapen in de vorm van een langwerpige verplaatsbare constructie, die de legionairs dekking verschafte bij het naderen van vijandige stadsmuren of muren van vestingen om deze te ondermijnen.

## Beschrijving
Een musculus was een zwaar bepantserde constructie van 60 pes (18 m) lang, 1,2 m breed en 1,5 m hoog. Het schuin aflopende dak was stevig op de constructie verankerd met spijkers en metalen platen. De spanten werden bekleed met 60 cm brede platen, met daarop een laag tegels en mortel. Daaroverheen werden verse huiden en natte dekens gelegd om te voorkomen dat de belegerden met brandpijlen en vuurpotten brand konden stichten. De musculus werd vanwege het gewicht dicht bij de vijandelijke stelling in elkaar gezet onder dekking van vineae. Als de musculus klaar was werd een onbewaakt ogenblik afgewacht om de musculus op boomstamrollers naar de muur te rijden, zodat de Romeinse soldaten deze veilig konden ondermijnen. De musculus werd ook wel gebruikt om vijandige grachten te dempen zodat de turres, de Romeinse belegeringstorens, de muren konden bereiken. Vanwege de zware constructie bood de musculus aan de legionairs een goede bescherming tegen projectielen en van de muren gegooide stenen. De musculus was lager en smaller dan de vineae en testudines, maar zwaarder bepantserd.